# Захаренко Юрій Миколайович
Ю́рій Микола́йович Заха́ренко (біл. Юры Мікалаевіч Захаранка; 1 січня 1952, Василевичі — 7 травня 1999 (?)) — полковник, колишній Міністр внутрішніх справ Білорусі, опозиційний політик, зник безвісти 1999 року.

## Життєпис
В часі проголошення незалежності Білорусі Захаренко був заступником глави міжрегіонального відділу з боротьби з організованою злочинністю МВС СРСР.
28 липня 1994 року указом президента Лукашенка його було призначено Міністром внутрішніх справ Білорусі. 5 серпня 1994 року — присвоєно звання генерал-майор. 16 жовтня 1995 року Захаренка звільнили з посади міністра, а 16 квітня 1996 його було понижено у званні до полковника й звільнено з МВС.
Захаренко долучився до опозиції, його було обрано до складу керівництва Об'єднаної громадянської партії.
7 травня 1999 року зник безвісти (за однією з версій, його було викрадено і вбито). 2002 року влада відмовилась визнати його мертвим, а 2003 року справу з розслідування було припинено.
Сім'я Юрія Захаренка — дружина, дві дочки та онуки — отримали політичний притулок в Німеччині.

### Версія Гаравського
У грудні 2019 колишній спецпризначенець Юрій Гаравський дав інтерв'ю Deutsche Welle, в якому назвав себе бійцем «ескадрону смерті» і розповів відомі йому подробиці викрадень і вбивств білоруських опозиціонерів. За його словами, перед виконанням викрадення за Захаренком стежили півтора тижня. 7 травня 1999 в центрі Мінська (в районі вулиці Воронянського), коли він залишив авто на стоянці і йшов додому, бійці «ескадрону» зупинили його і, представившись працівниками міліції, посадили у своє авто. Далі його відвезли на навчальну базу внутрішніх військ у районі Воловщини під Мінськом. Його не катували, а командир «ескадрону» Дмитро Павліченко виконав два постріли в район серця, використовуючи для цього спеціальний пістолет з глушником для виконання смертних вироків. Після смерті Захаренка відвезли в Мінськ, де в районі Північного цвинтаря Павліченко повіз тіло до крематорію. Про подальшу долю тіла Гаравському невідомо.